# قائمة زملاء الجمعية الملكية المنتخبين في 1983
هذه الصفحة تعرض قائمة زملاء الجمعية الملكية المُنتخبين لعام 1983.

## الزملاء
- كريستوفر بولج
- Alec Gambling [الإنجليزية]‏
- Malcolm Ferguson-Smith [الإنجليزية]‏
- Ivan Roitt [الإنجليزية]‏
- فيليكس واينبرغ
- ريتشارد هندرسون
- Pierre Deslongchamps [الإنجليزية]‏
- دونالد ميتكالف
- مارغريت ثاتشر
- Martin Aitken [الإنجليزية]‏
- Ray Guillery [الإنجليزية]‏
- Brian Spalding [الإنجليزية]‏
- جون دي لوسون
- بيتر هيغز
- John Westcott [الإنجليزية]‏
- Edward Cocking [الإنجليزية]‏
- Sivaramakrishna Chandrasekhar [الإنجليزية]‏
- Ian Graham Gass [الإنجليزية]‏
- Ian Sneddon [الإنجليزية]‏
- جورج وليام جراي
- Christopher Hooley [الإنجليزية]‏
- Alan Sargeson [الإنجليزية]‏
- دينيس ويليام سياما
- Nigel Unwin [الإنجليزية]‏
- جورج لوستيغ
- ميخائيل جاي د. باول
- Ted Paige [الإنجليزية]‏

## الأعضاء الأجانب
- G. Evelyn Hutchinson [الإنجليزية]‏
- هنري ستومل
- جان لراي
- فرانك وستهايمر
- Charles Weissmann [الإنجليزية]‏